# نفس تازه‌کردن (ترانه الی ایکس)
نفس تازه‌کردن (به انگلیسی: Catch) نخستین تک‌آهنگ از خواننده-ترانه‌پرداز کانادایی الی ایکس می‌باشد که برای نخستین آلبوم چندآهنگهٔ وی تحت عنوان کالکشن ۱ ابتدا به‌همراه یک گیف طراحی‌شده توسط لوگان وایت و کریسی تورگرسن در ۳ فوریهٔ سال ۲۰۱۴ منتشر شد و سپس در ۲۰ نوامبر سال ۲۰۱۵ به‌عنوان یک ئی‌پی با یک ترانه‌های اضافی دیگر دوباره منتشر گردید. این اولین تک‌آهنگ از این خواننده می‌باشد که تحت نام الی ایکس منتشر شده است.